# کفش انداز
کفش انداز (به لاتین: Kafsh Andaz) یک منطقهٔ مسکونی در افغانستان است که در ولایت بامیان واقع شده‌است.